# Завод (Черниговская область)
За́вод (укр. За́вод) — село Черниговского района Черниговской области Украины, на берегу реки Пакулька. Население 31 человек.
Код КОАТУУ: 7425586302. Почтовый индекс: 15543. Телефонный код: +380 462.

## Власть
Орган местного самоуправления — Пакульский сельский совет. Почтовый адрес: 15543, Черниговская обл., Черниговский р-н, с. Пакуль, ул. Октябрьская, 40.